# Neues Rathaus (Göttingen)

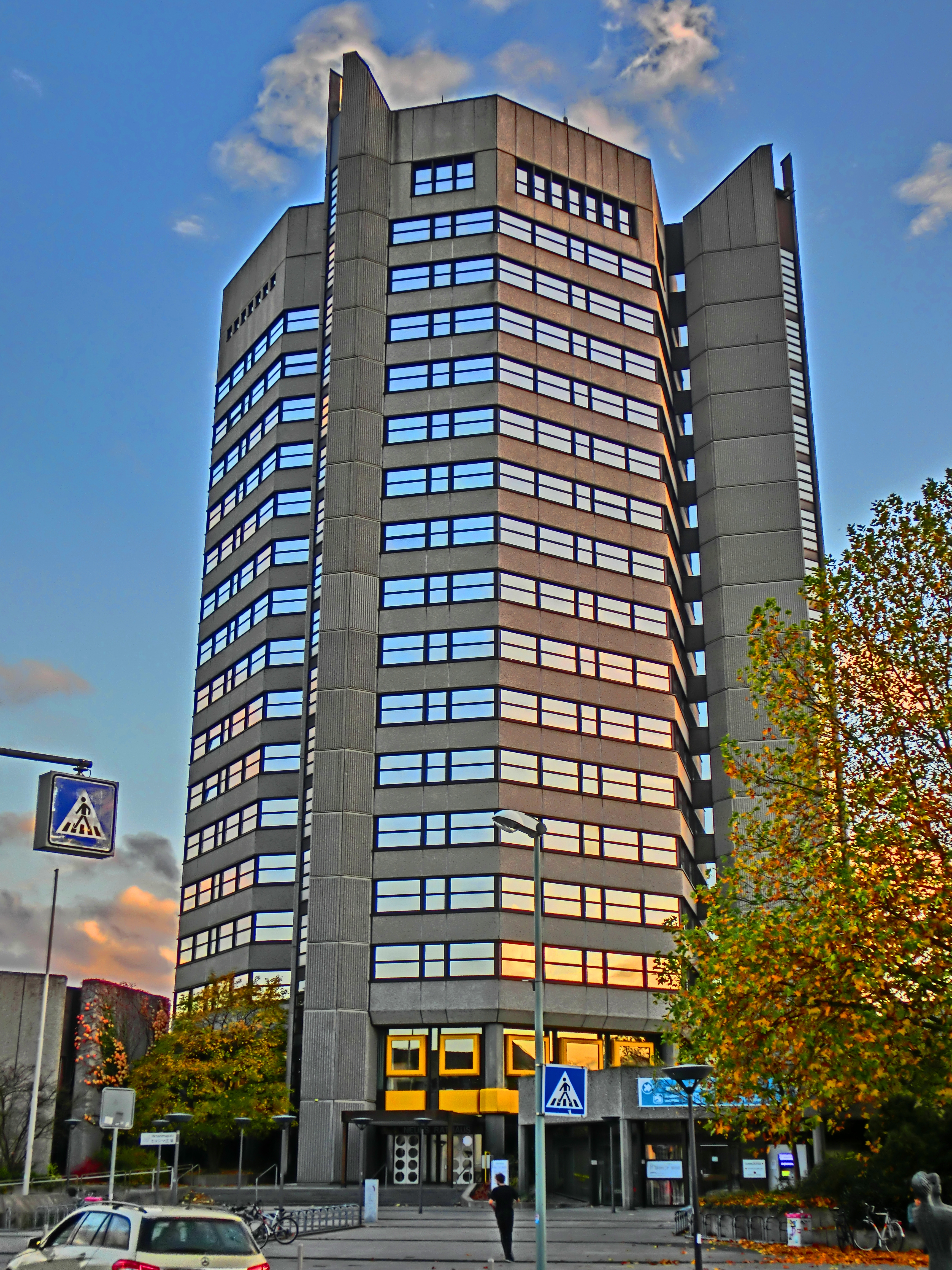
Der Büroturm des Neuen Rathauses in Göttingen, Ansicht von Norden (2014)

Das Neue Rathaus ist ein 1976 bis 1978 erbautes, stadtbildprägendes Hochhaus in Göttingen in Niedersachsen und Sitz der Göttinger Stadtverwaltung.

## Lage
Das Neue Rathaus befindet sich am südöstlichen Rand der Altstadt an der platzartigen Erweiterung Am Geismartor. Der Platz war umgangssprachlich unter dem bis 1947 geltenden Namen 82er-Platz bekannt und benannt nach dem 2. Kurhessischen Infanterie-Regiment Nr. 82, das dort seine „Alte Kaserne“ und einen Exerzierplatz hatte. Von der „Alten Kaserne“ steht nur noch das heutige „Amtshaus“ (Hiroshimaplatz 3). Seit 1992 heißt der Platz Hiroshimaplatz.
Die Adresse des Neuen Rathauses ist Hiroshimaplatz 1–2 und 4.

## Geschichte
Durch das Göttingen-Gesetz vom 1. Juli 1964 wuchs Göttingens Stadtgebiet infolge von Eingemeindungen sprunghaft auf eine Fläche von 7371 Hektar und die zuvor seit dem Zweiten Weltkrieg schon stark gestiegene Einwohnerzahl erhöhte sich um weitere 31 % von 83.000 auf 109.000. Seitdem entstanden in den eingemeindeten äußeren Ortsteilen große Neubaugebiete, sodass die Stadtbevölkerung noch weiter wuchs. Entsprechend musste sich auch die Göttinger Stadtverwaltung erweitern, die bis dahin auf das Alte Rathaus, das Stadthaus (Gotmarstraße 8, heute Stadtbibliothek) und weitere Dienststellen sowie mehrere Außenstellen – insgesamt über zwanzig Gebäude – im Stadtgebiet verteilt war.

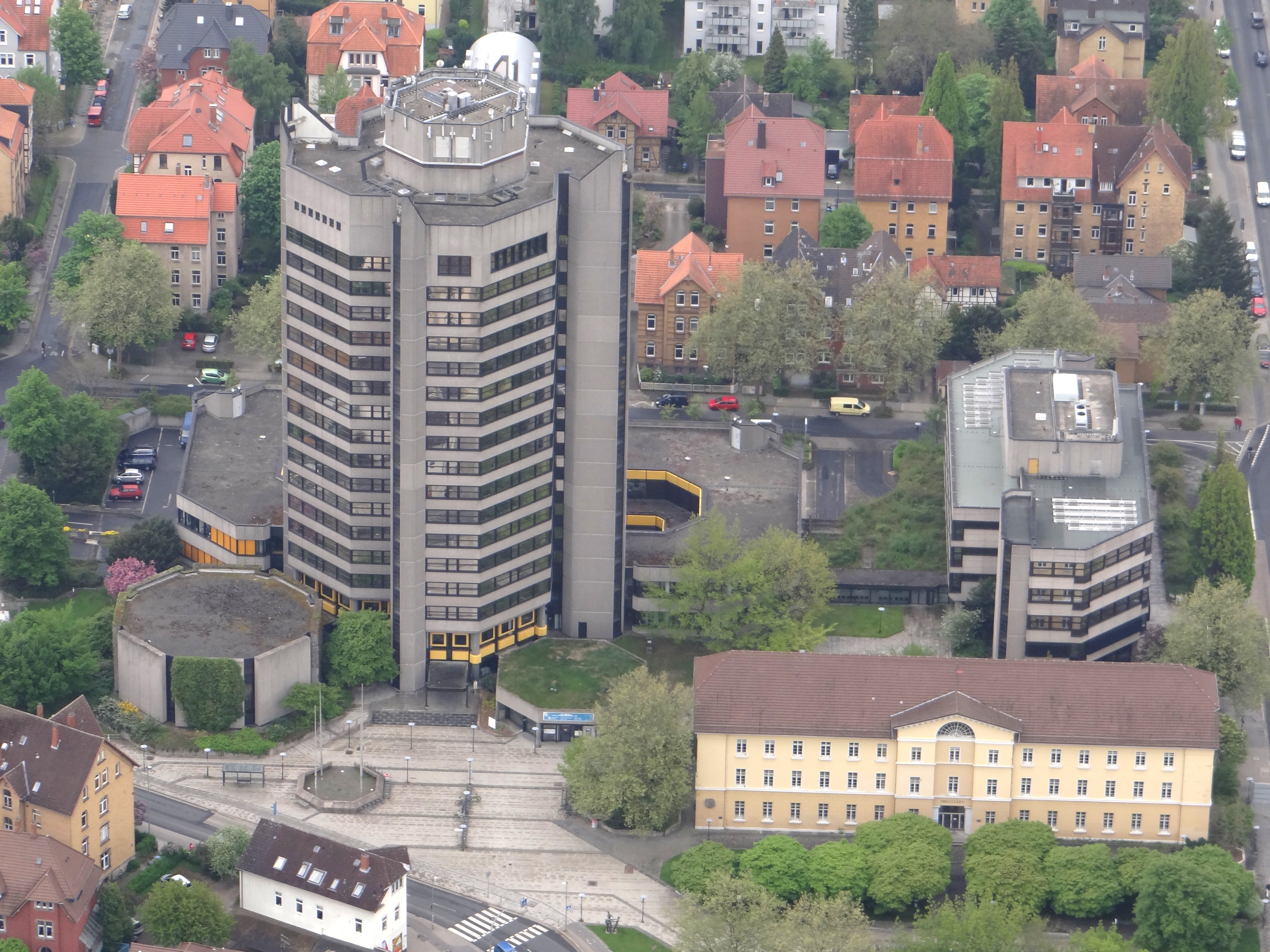
Das Neue Rathaus auf dem ehemaligen 82er-Platz, Luftaufnahme 2013; vor dem Büroturm links der Ratssaal, dahinter die Bürotrakte; rechts vorne das alte Amtshaus (ehem. „Alte Kaserne“)

Aufgrund dieser Situation nahm man bereits Mitte der 1960er Jahre Planungen für den Bau eines neuen Rathauses auf. Unter 12 in Erwägung gezogenen Innenstadt-Standorten wurde zunächst ausgewählt das Gelände des barocken Universitätsreitstalles der Georg-August-Universität Göttingen am Nordwestende der Weender Straße, der 1968 unter großen Protesten der Bevölkerung und Studentenschaft abgerissen wurde. Diesen Altstadt-Standort gab man später auf und in einem zweiten Planungsanlauf fiel 1973 die Wahl auf das Areal am südöstlichen Altstadtrand Am Geismartor.
Der Bau des neuen Verwaltungsgebäudes wurde in einem beschränkten Gutachten-Wettbewerb ausgeschrieben. 1975 kam es zum Planungsauftrag an eine Arbeitsgemeinschaft der zwei Architekturbüros von Gerhard Brütt und Heinrich Matthies sowie Friedrich Wagener. 1976 erfolgten die endgültige Bauentscheidung und der Baubeginn. Die Baukosten wurden anfangs auf rund 33 Millionen Deutsche Mark kalkuliert, gekostet hat der Neubaukomplex schließlich 52 Millionen DM. Das Neue Rathaus entstand in drei Bauabschnitten, zunächst der 17-stöckige Büroturm, 1977 folgte der südlich anschließende zweite Bauabschnitt mit einem Parkdeck und darüber zwei flachen Bürotrakten. Die Fertigstellung der ersten beiden Bauabschnitte war am 8. Dezember 1978. 1978 bis 1980 kam als dritter Bauabschnitt ein Bürotrakt mit dem Stadtarchiv an der Reinhäuser Landstraße hinzu.
Vierzig Jahre nach der Fertigstellung stellte die Stadtverwaltung 2018 Pläne zu einer langjährigen Sanierung des in die Jahre gekommenen Gebäudekomplexes bis 2031 vor und berichtete von veranschlagten Kosten in Höhe von fast sechzig Millionen Euro. Vor Beginn des ersten Sanierungsabschnitts (Bürotrakt an der Reinhäuser Landstraße) zog Anfang 2020 das Stadtarchiv aus und fand einen neuen Standort an der Weender Landstraße. Die Sanierungsarbeiten am Neuen Rathaus dauern an (Stand Juni 2024).

## Architektur

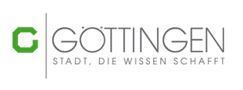
Das Logo der Stadtverwaltung Göttingen ist nicht nur ein stilisiertes „G“, sondern nimmt auch Bezug auf Grundrissfiguren des Neuen Rathauses.

Das Neue Rathaus ist eine weithin sichtbare Landmarke und mit 72 Metern Höhe – zusammen mit dem Turm der Jacobi-Kirche – das höchste Gebäude der Stadt. Es nahm in zeittypischer Manier keinen Bezug zur Umgebungsarchitektur: „Die Architekten verzichteten bewusst auf eine künstliche Beziehung zum Amtshaus.“
Das Rathaus ist ein Ensemble aus Büroturm, zwei niedrigen, ringförmigen Verwaltungstrakten und dem vorgelagerten Ratssaal sowie dem westlich abschließenden Büroriegel an der Reinhäuser Landstraße. Die Stahlbetonskelettkonstruktion der Bauten zeigt eine funktionalistische Architektursprache. Ihr Baustil wird dem Brutalismus zugerechnet, wobei sich die Bezeichnung vom französischen Begriff béton brut (roher Beton, Sichtbeton) herleitet. Ein  gemeinsames Grundrissmerkmal aller Gebäudeteile sind die um 45° abgeschrägten Ecken. Manche Grundrisse nähern sich dem Oktogon; der Ratssaal ist als achteckiger Zentralbau ausgebildet. Auch die Stahlbetonstützen sind achteckig ausgebildet. Aus diesem Gestaltungsprinzip ist dann das neue Stadt-Logo entstanden.
Die Fassaden sind durch eine kontrastierende Bänderstruktur gegliedert und zeigen helle Waschbetonbrüstungen sowie Leichtmetallfenster mit dunkel bronzierten Scheiben. Zum Platz hin ist der Haupteingang orientiert, flankiert zur Linken vom separat platzierten Ratssaal.
Der hohe Büroturm hat 17 Etagen; der Rathauskomplex verfügt über 20.000 Quadratmeter Bürofläche für fast 800 Arbeitsplätze in 338 Ein-, Zwei- und Dreipersonenbüros und Funktionsräumen, einschließlich Küche und Kantine mit 175 Plätzen. Hinzu kommen fast 170 Parkplätze in Sockelgeschoss und Tiefgarage. Den Kern des Büroturms bilden fensterlose Funktionsräume und fünf Aufzüge. Vom öffentlich zugänglichen Restaurant im 16. Stockwerk aus hat man einen spektakulären Rundblick auf die Stadt Göttingen und das Umland.

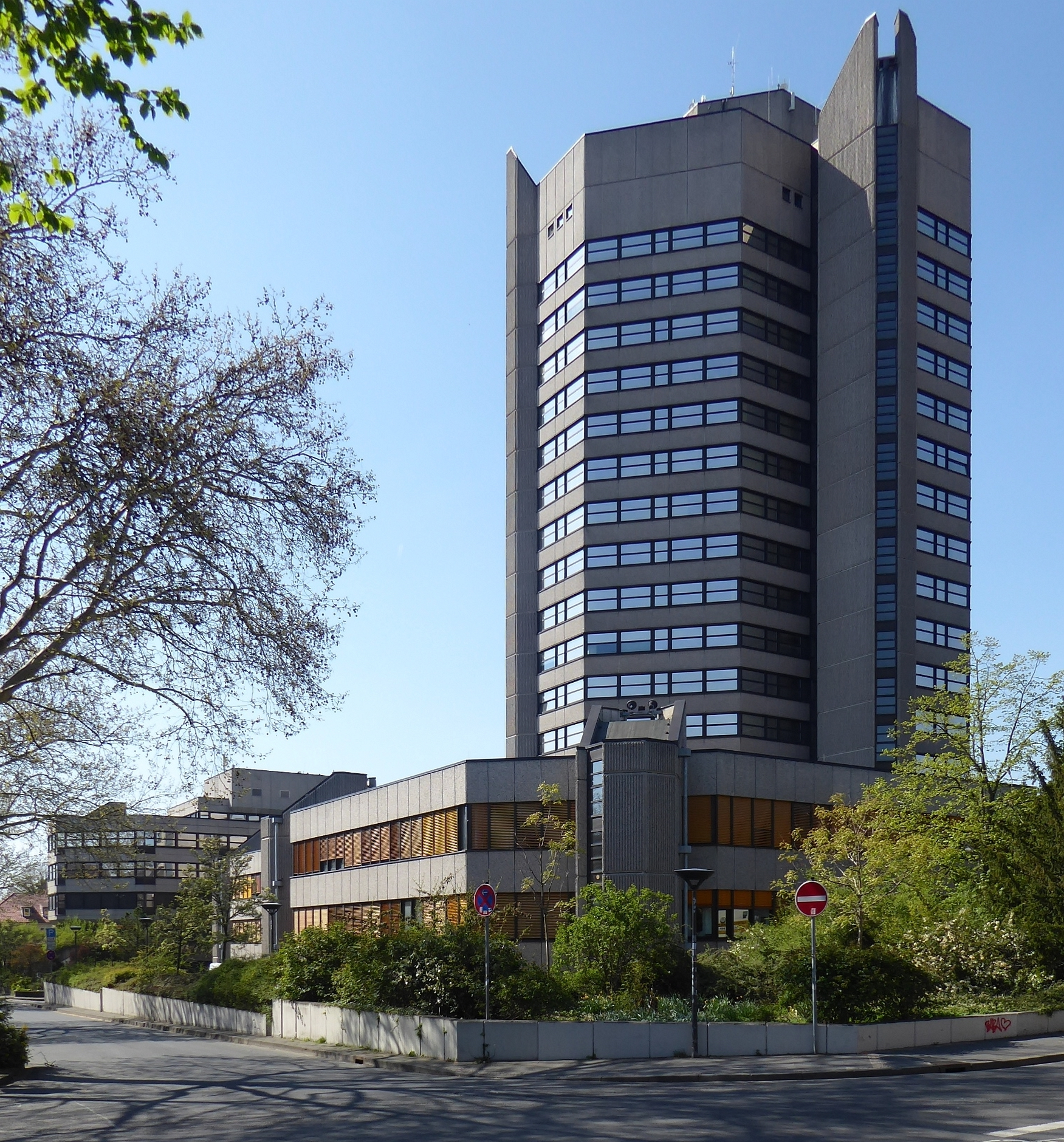
Neues Rathaus von Südosten (2019)
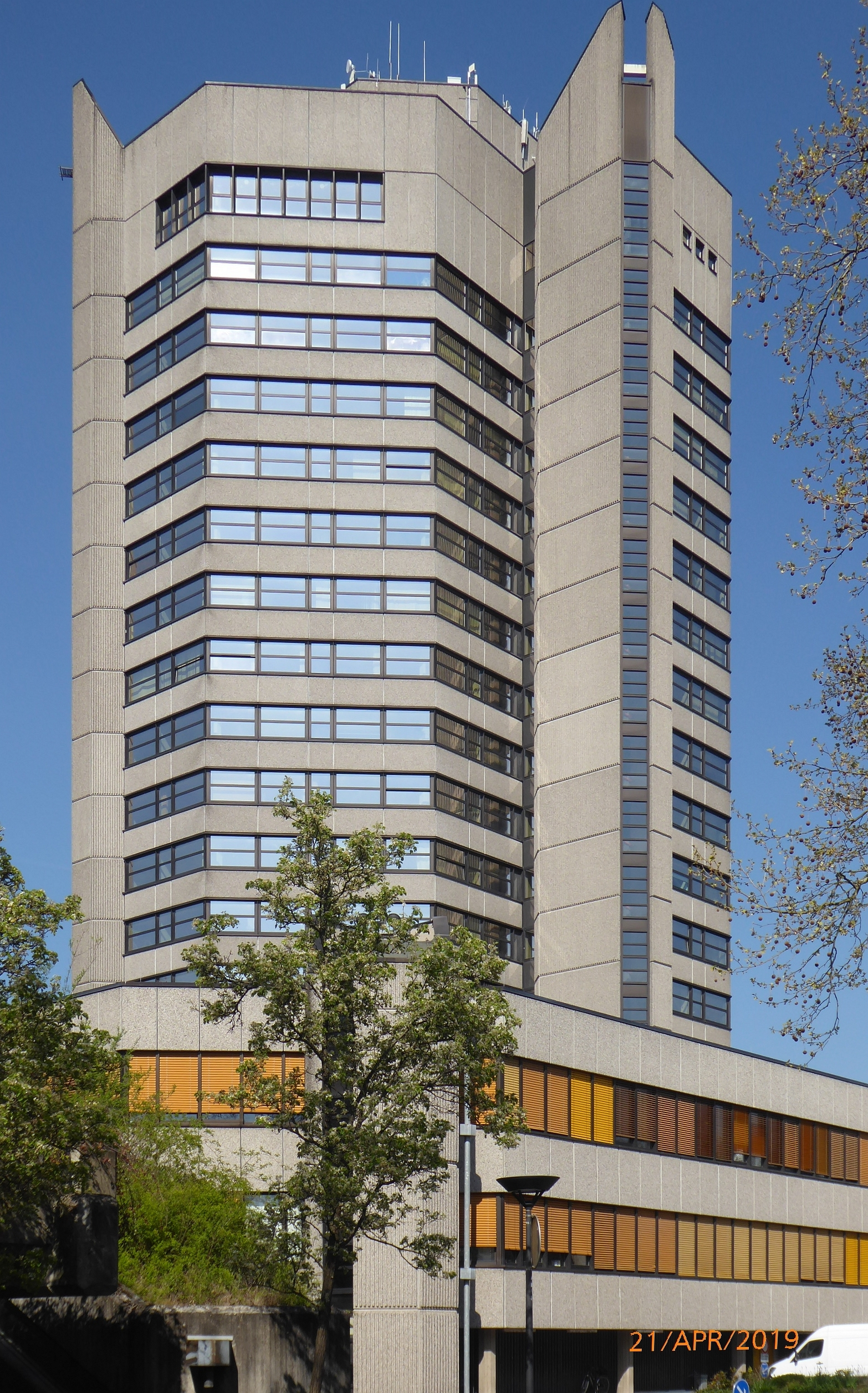
Büroturm von Südwesten (2019)
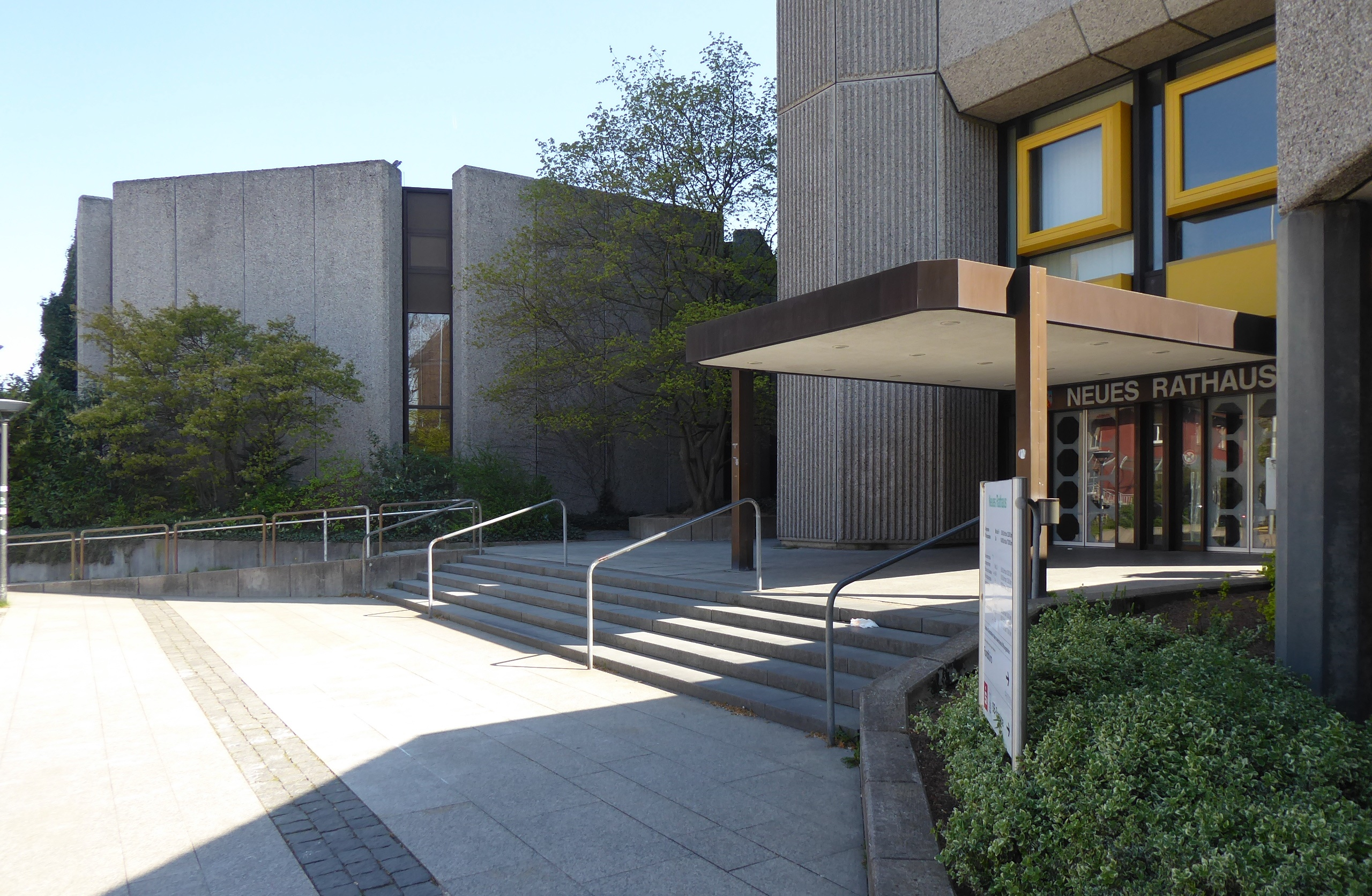
Haupteingang mit Vordach und Freitreppe, links der separate Ratssaal-Bau (2019)
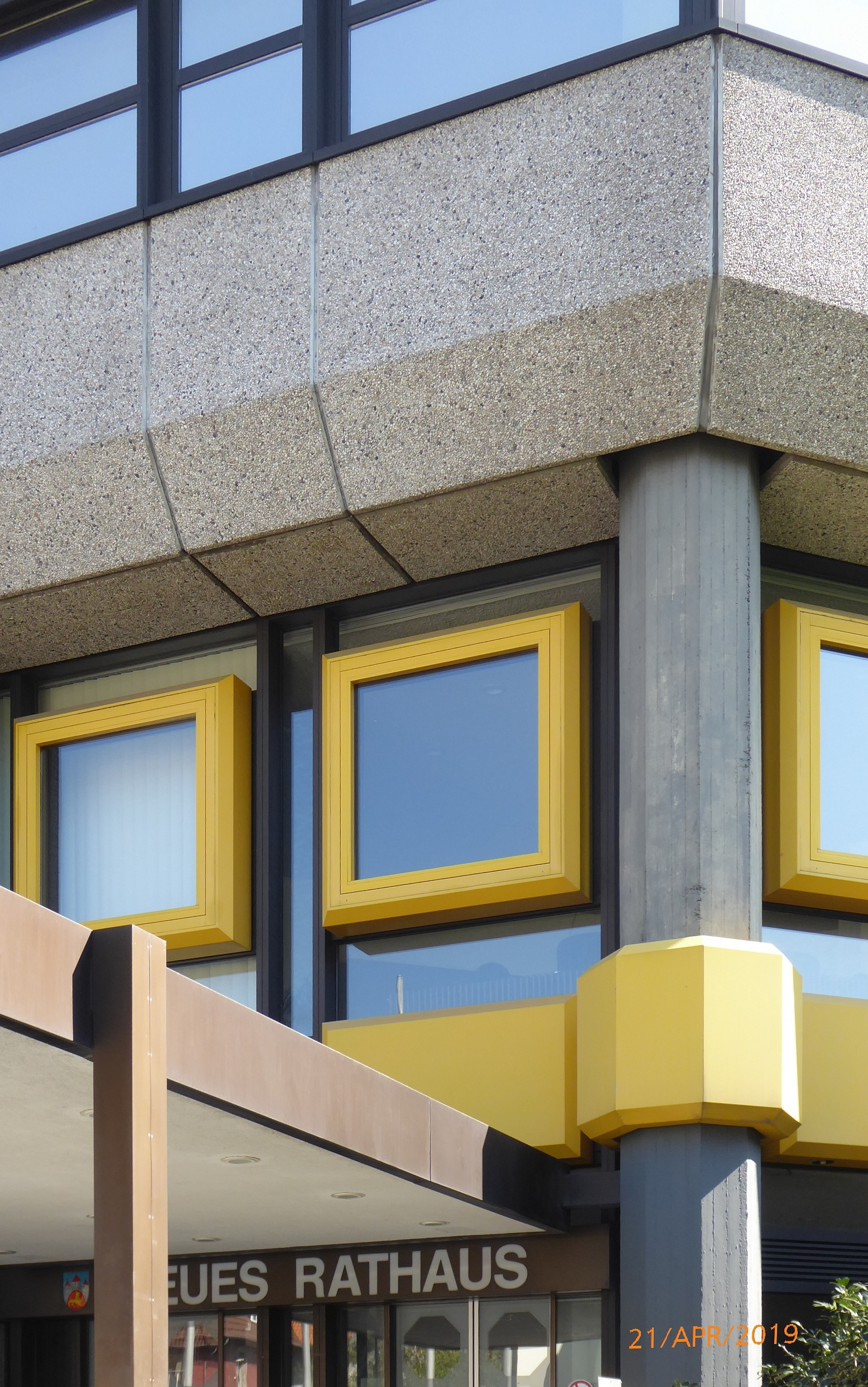
Fassadendetails: Achteckige Eckstütze und gelb markierte Bürgermeister-Etage im ersten Obergeschoss (2019)
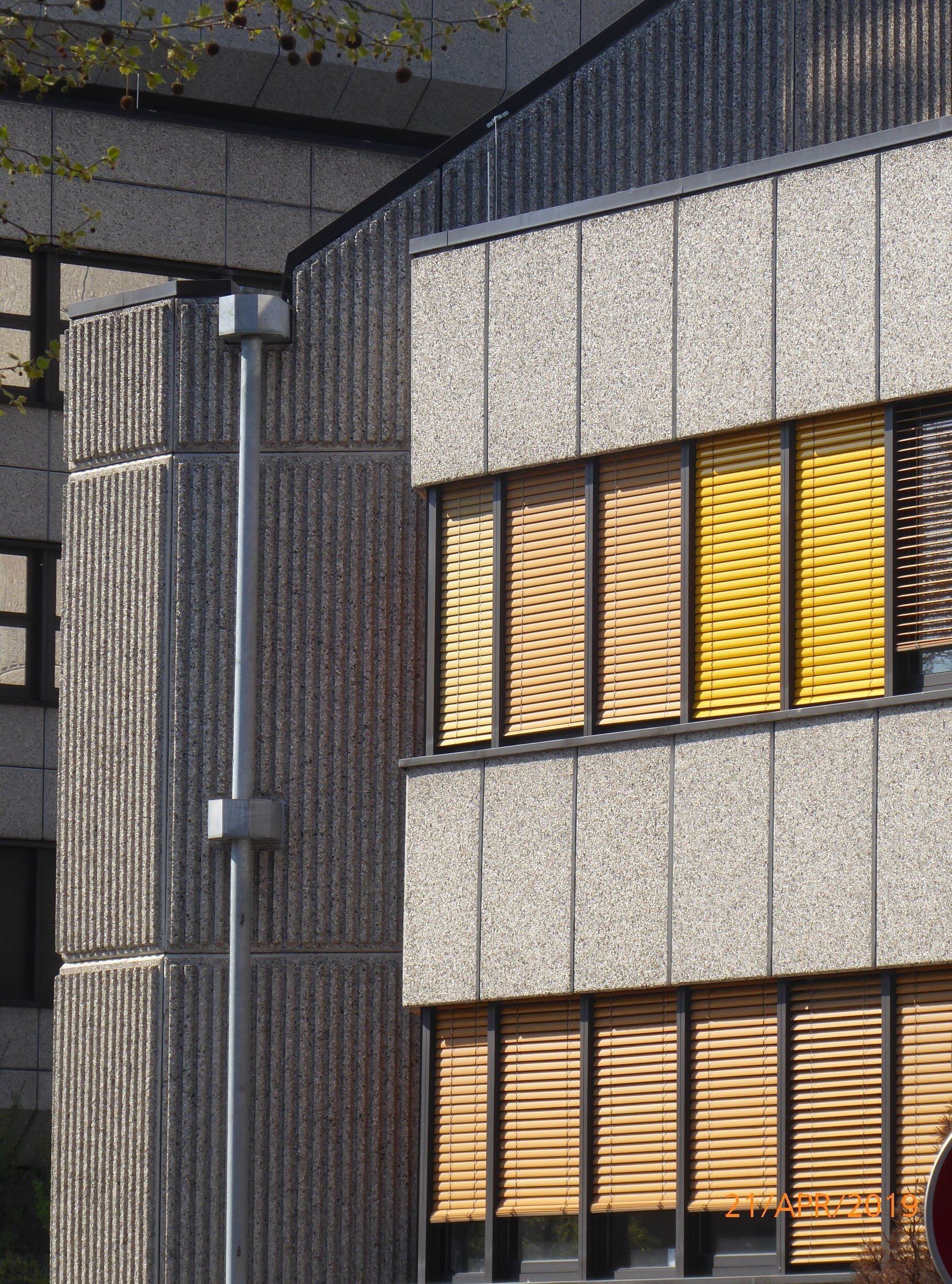
Fassadendetails: Waschbetonbrüstungen, Leichtmetallfenster mit farbigen Jalousien, Treppenturm mit Waschbetonrippen (2019)
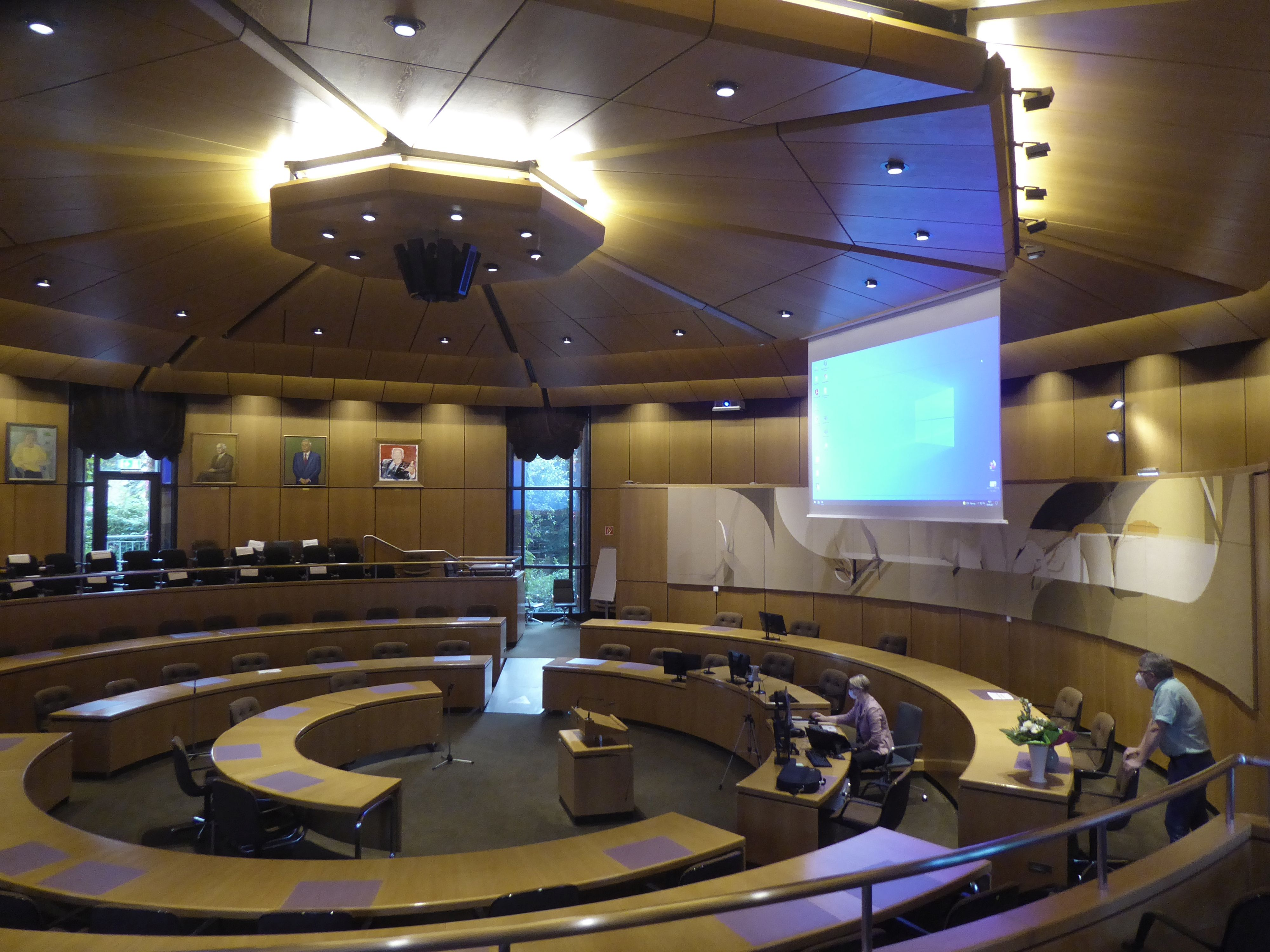
Ratssaal (2021)

## Kunst am Bau
Zum Bauprogramm der 1970er Jahre gehörte auch Kunst am Bau: Von dem Bildhauer Heinz Detlef Wüpper aus Hann. Münden stammt die Plastik „Verbundenheit“ auf dem Vorplatz (bis 2004 im großen Innenhof), die die Verbindung von Bürgerschaft, Rat und Verwaltung versinnbildlicht (gestiftet von der Gothaer Lebensversicherung). Die wandhohen Emaille-Arbeiten in der Kantine fertigte der Künstler Hans-Georg Andres aus Bad Gandersheim. Die Wände des Ratssaals schmückte eine Tapisserie-Paneelwand der Düsseldorfer Graphikerin Gabriele Grosse.
Repräsentatives Hauptstück der Kunstwerke im Neuen Rathaus wurden die 1983 nach fünfjähriger Arbeit fertiggestellten Eingangstüren zum Ratssaal, dessen Bronzerelief der Künstler Jürgen Weber aus Braunschweig schuf. Die 2,50 Meter hohe und 2,45 Meter breite zweiflügelige Tür zeigt in einer kontrastreichen Bildkomposition mehr als 500 menschliche Figuren in Szenen aus der Geschichte Göttingens bis zu den 1970er Jahren.

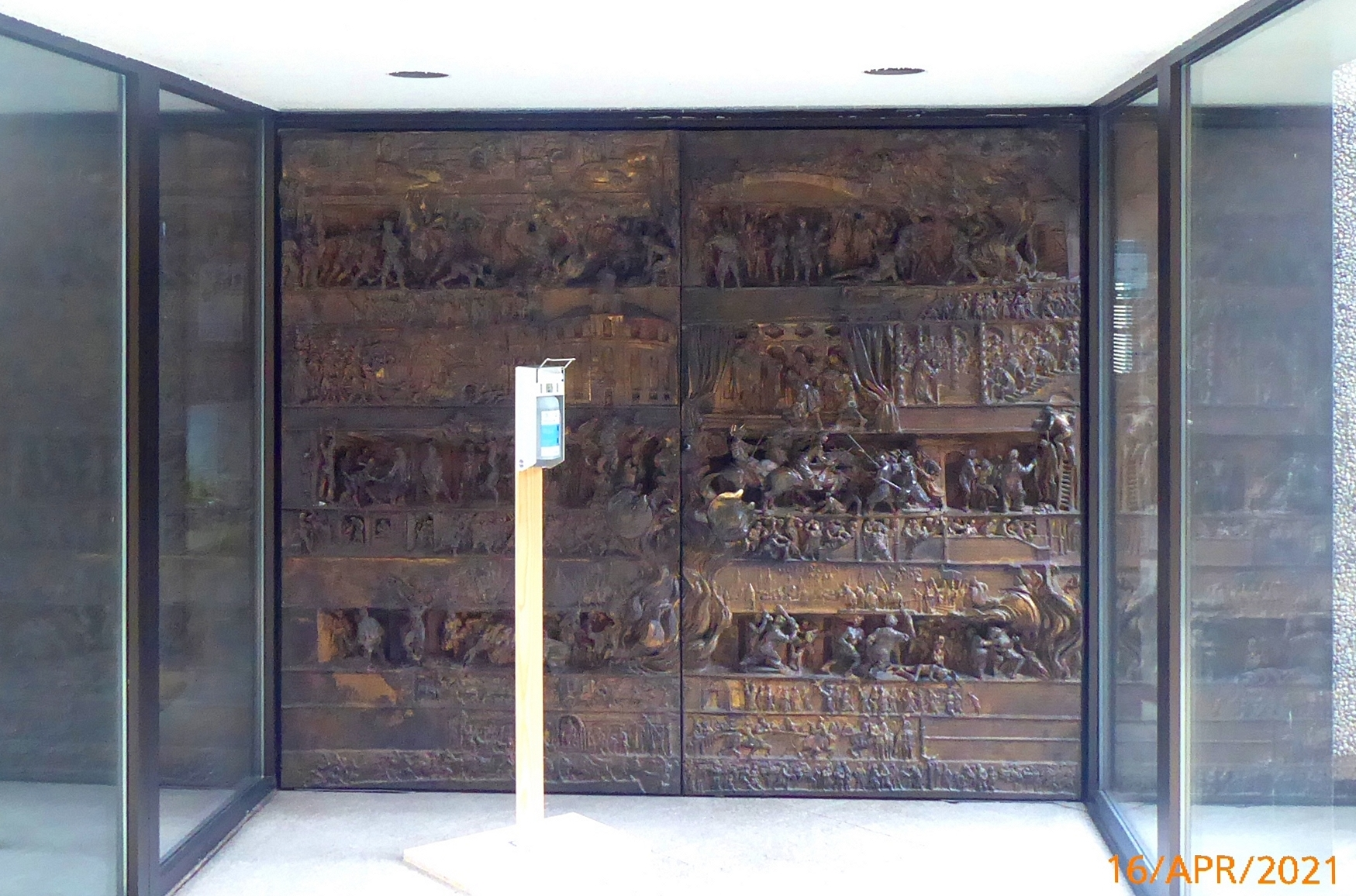
Die Ratssaal-Türen, Blick vom Verbindungsgang auf die Außenseite; davor der während der Corona-Pandemie 2020/21 obligatorische Hygienespender. (Aufnahme 2021)

„Die Bilderzählung beginnt in der Jungsteinzeit, als die Menschen im Leine-Tal vom Jagen und Sammeln lebten. Die eigentliche Geschichte Göttingens setzte mit einer Geschichtsszene ein, wiederzufinden auf der Fußleiste der rechten Türhälfte. Für die bildliche Darstellung wählte Weber drei Ebenen: das flache Relief, drei tiefe Gräben, die das Relief mit frei- und vollplastischen Darstellungen durchschneiden, zum dritten Motive, die in der plastischen und räumlichen Ausbildung eine Zwischenstellung einnehmen. Die drei Gräben schildern herausragende Katastrophen deutscher Geschichte. Weber nannte sie deswegen ‚Katastrophengräben‘. Katastrophen: das sind die grausame Pest des Jahres 1246 mit dem zusammenhängenden Judenpogrom, der Dreißigjährige Krieg und die Schreckensherrschaft der Nationalsozialisten in Deutschland. Zwischen den Gräben spannt sich ein von Weber bestimmter Bogen deutscher Geschichte: Kaiserzeit und Rittertum, Ordensgründungen, Stände- und Bauernkriege. Den Beginn der Moderne setzt Weber mit der Gründung der Universität Göttingen ins Bild, mit Darstellungen von ‚Freiheit‘ und ‚Untertanentum‘, für ihn Leitmotiv für die Moderne bis zur Gegenwart. Ein ähnliches Spannungsfeld, das zwischen ‚Freiheit‘ und ‚Unfreiheit‘, bestimmt seine Darstellung vom Leben in der Bundesrepublik. Dabei begreift er Unfreiheit als einen verengten Freiheitsbegriff, der in der Konsumfreiheit seinen Niederschlag hat. Weber will ‚das total andere unserer Existenz gegenüber der gesamten Vergangenheit aufzeigen‘, beweisen, ‚wie wenig wir mit unserer eigenen Geschichte überhaupt noch zu tun haben‘. Diesem Vorentwurf folgten im Jahre 1978 die Mitglieder des Bau- und Planungs- sowie des Kulturausschusses mit der endgültigen Auftragsvergabe.“ Das schließlich ausgeführte Werk des Braunschweiger Bildhauers blieb nicht unumstritten. Die Stadt Göttingen hat dies später so beschrieben: „Auswahl und Wertung historischer Prozesse und Ereignisse, die vor allem in seinen Texten Eingang genommen hatten, stießen teilweise auf harte Kritik. Die Korrektheit geschichtlicher Fakten wurde bestritten. Weber teilte die Zweifel nicht. Werk und Fertigung fanden dagegen den Beifall derer, die in dem Portal das eindrucksvolle Beispiel einer künstlerischen Leistung sahen, die das Recht des Künstlers auf eigenes Urteil und Vor-Urteil ausschöpft.“ Insbesondere eine im Relief enthaltene Inschrift, mit der die schleichende Aushöhlung des Grundgesetzes durch Politiker und Verfassungsrichter beklagt wird, sorgte bei der Eröffnung des Rathauses und danach für kontroverse Diskussionen. Die Kritik bezog sich konkret auf die rechte Türhälfte, in der u. a. das Grundgesetz der Bundesrepublik Deutschland von 1945 thematisiert und von Jürgen Weber so beschrieben wird: Das Grundgesetz solle die geistige Freiheit des Einzelnen gegenüber Staat und Öffentlichkeit sichern. Ein Teil dieser Rechte würde aber von Politikern und Verfassungsrichtern nach und nach wieder abgebaut. So sei die BRD widerspruchslos atomare Basis der USA für einen möglichen Atomkrieg der Supermächte. Die meisten Bundesdeutschen, ausschließlich an Konsumfreiheit interessiert, würden ihre Augen vor dieser Entwicklung verschließen.
Die Kritik kam vor allem von der CDU. Sie störte sich unter anderem an der Inschrift „Die unheilige Allianz zwischen Kirche und Staat führt immer zu Krieg und Verbrechen“, aber auch an der Verwendung der Abkürzung „BRD“ für „Bundesrepublik Deutschland“.

## Außenanlagen

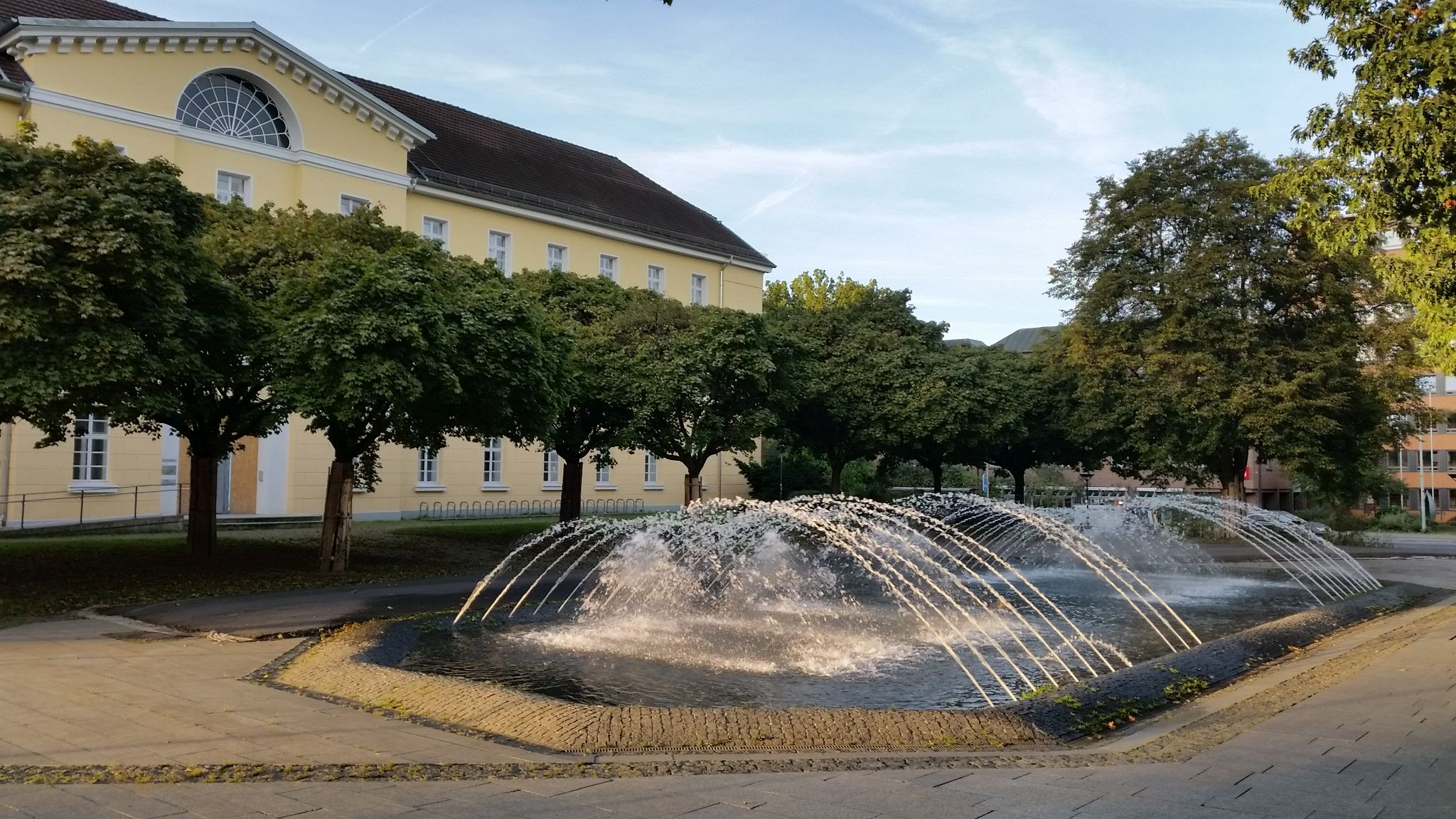
Hiroshimaplatz vor dem Amtshaus mit Springbrunnen (2021)

Die neu gestaltete Platzfläche vor dem Neuen Rathaus und dem Amtshaus entstand bis 1978 nach Entwurf des Landschaftsarchitekturbüros Siegmann (Hannover). Sie sollte laut einer städtischen Image-Veröffentlichung von 1981 „den freudlosen Exerzierplatz vergangener Tage“ verwandeln. Dazu gehörten ein breit gelagertes, flaches Springbrunnenbecken vor dem Amtshaus sowie ein Sitzrondell nahe dem Rathaus-Haupteingang, das im Grundriss nochmals das Göttinger G-Stadtlogo abbildet und vier Fahnenmasten umschließt, die bei besonderen Anlässen beflaggt werden. Pflasterstreifen im Natursteinplattenboden sowie Rasenflächen, von Beton eingefasste Hochbeete und Baumpflanzungen lockern die Flächen auf. Nicht verwirklicht wurde das ursprüngliche Vorhaben zur öffentlichen Belebung der Freiflächen „durch Galerien ständig wechselnder Ausstellungen von Plastiken“. Schließlich aber wurden die Freiflächen nach und nach dauerhaft mit einer ganzen Reihe von plastischen Kunstwerken und Gedenkobjekten besetzt.